# Junior Tallo
Gadji Celi Carmel Junior Tallo známý i jako Junior Tallo (* 21. prosince 1992, Magbehigouepa) je fotbalový záložník z Pobřeží slonoviny, v současnosti hráč klubu AS Roma, odkud hostuje v SC Bastia. Nastupuje i za fotbalovou reprezentaci Pobřeží slonoviny.

## Reprezentační kariéra
V A-mužstvu Pobřeží slonoviny debutoval 11. 10. 2014 v kvalifikačním zápase proti týmu DR Kongo (výhra 2:1).
Zúčastnil se Afrického poháru národů 2015 v Rovníkové Guineji, kde s týmem získal zlatou medaili. Ve
finálovém utkání proti Ghaně se po výsledku 0:0 rozhodovalo v penaltovém rozstřelu, který skončil poměrem 9:8. Tallo svůj penaltový pokus neproměnil.